# Краус, Лью (младший)
Льюис Бернард Краус—младший (англ. Lewis Bernard Krausse Jr.; 25 апреля 1943, Медия, Пенсильвания — 16 февраля 2021, Канзас-Сити, Миссури) — американский бейсболист, питчер. Выступал в Главной лиге бейсбола с 1964 по 1974 год. Сын бейсболиста Лью Крауса—старшего.

## Биография

### Ранние годы
Льюис Краус—младший родился 25 апреля 1943 года в городе Медия в Пенсильвании. Его отец Лью Краус был профессиональным бейсболистом, играл за клуб «Филадельфия Атлетикс», работал скаутом. Благодаря связям отца, Краус-младший сразу же после окончания школы в 1961 году подписал профессиональный контракт с «Атлетикс», к тому времени переехавшим в Канзас-Сити. Бонус игроку составил 125 тысяч долларов. Условиями соглашения предусматривалась возможность сыграть за основной состав команды уже в первом сезоне.
В июне 1961 года Краус дебютировал в лиге. В чемпионате он провёл на поле 55 иннингов, допустив 46 уоков. Тренерский штаб «Атлетикс» после окончания сезона принял решение о его переводе в младшие лиги для работы над контролем подачи. В 1962 году Краус одержал 20 побед в Восточной лиге, играя за «Бингемтон Триплетс». Затем он получил серьёзную травму локтя, потребовавшую операции и поставившую под угрозу его дальнейшую карьеру. Краус сумел восстановиться и продолжил прогрессировать. В 1964 и 1965 годах его вызывали в основной состав «Атлетикс» в концовках сезона, а в 1966 году он закрепился в команде.

### Атлетикс
В чемпионате 1966 года он стал одним из самых молодых стартовых питчеров в лиге. Первый полноценный сезон Краус завершил с четырнадцатью победами при шести поражениях с пропускаемостью 2,99. Он стал лучшим в составе «Атлетикс» по числу побед и проведённых на поле иннингов. В 1967 году хуже играла вся команда, снизилась и эффективность Крауса: семь побед при семнадцати поражениях с ERA 4,28. В августе 1967 года владелец клуба Чарли Финли объявил питчеру, что тот будет оштрафован на 500 долларов «за поведение, неподобающее игроку Главной лиги бейсбола». Краус очень бурно отреагировал на это и был отстранён от работы с командой. Затем последовало совместное заявление остальных игроков, увольнение главного тренера Элвина Дарка и требование обмена со стороны Крауса.
В межсезонье конфликт затих и в начале 1968 года Краус стал одним из первых игроков, подписавших новый контракт с переехавшими в Окленд «Атлетикс». В чемпионате он одержал десять побед при одиннадцати поражениях. Перед стартом сезона 1969 года новый тренер команд Хэнк Бауэр решил перевести Крауса в буллпен, чтобы освободить место в стартовой ротации для новичка Ролли Фингерса. Помимо этого, он позже приехал на сборы, не сумев быстро договориться с клубом о зарплате, а по ходу весенних тренировок был вынужден уехать, когда его отец перенёс сердечный приступ. Игровое время Крауса заметно снизилось, в июне он заговорил о возможном обмене, но доиграл сезон в «Окленде». В ноябре 1969 года он женился на стюардессе Сьюзен Уикершем.

### Заключительный этап карьеры
В межсезонье Крауса обменяли в команду «Сиэтл Пайлотс». Поначалу он отказался выступать за неё, но потом передумал, увидев шанс снова вернуться на позицию стартового питчера. За несколько дней до старта сезона 1970 года его новая команда переехала в «Милуоки», сменив название на «Брюэрс». Краус вышел в стартовом составе в День открытия сезона, позднее сыграл первый «сухой» матч в истории команды. В чемпионате он одержал тринадцать побед при восемнадцати поражениях, во многом из-за неудачной игры нападения. Похожим образом складывался и сезон 1971 года, который он начал с двух побед при восьми поражениях. После этого Крауса перевели в буллпен, где он закончил чемпионат с пропускаемостью 2,08 в 21 матче.
Сразу после окончания сезона его обменяли в «Бостон Ред Сокс». Главный тренер команды Эдди Каско рассчитывал, что он поборется за место пятого питчера ротации с ветераном Гэри Питерсом, но Краус быстро был переведён в буллпен. В семнадцати сыгранных матчах его пропускаемость составила 9,15. Проблемы с контролем подачи вернулись и весной следующего года его отчислили. В следующие три сезона Краус выступал за «Сент-Луис Кардиналс» и «Атланту Брэйвз», играл в AAA-лиге за «Тусон Торос». В 1975 году он объявил о завершении карьеры.

### После бейсбола
Закончив играть, Краус вернулся жить в Канзас-Сити. Основным его занятием стал бизнес по продаже металла. Позднее его избрали в Зал спортивной славы округа Делавэр в Пенсильвании.
Лью Краус скончался 16 февраля 2021 года в возрасте 77 лет. Причиной смерти стал рак.